# 01net (site web)
Pour le magazine, voir 01net (magazine).
01net est un site web français d'information spécialisé dans les nouvelles technologies et l'actualité des produits high-tech. Selon Alexa.com, il fait partie des 100 sites les plus visités en France en décembre 2011. En 2015, Médiamétrie classe 01net.com en 2e position de la catégorie « Actualité informatique ».
Le site propose l'actualité high-tech, des tests de produits, des astuces pratiques et plus de 80 000 logiciels disponibles au téléchargement à travers sa rubrique Telecharger.com ou le site correspondant www.telecharger.com.
Comme d'autres sites de téléchargement, 01net.com proposait de télécharger les logiciels avec un outil dédié qui embarquait des offres commerciales. Si l'utilisateur n'était pas attentif, il installait par défaut des publiciels sur son ordinateur. Après des années de polémiques, 01net.com a fait le choix de le retirer de sa plateforme en janvier 2016[réf. nécessaire].

## Histoire
Le site est lancé en avril 2000 par le Groupe Tests, qui possède plusieurs titres de presse informatique tels que 01 Informatique, Science et Vie micro et L'Ordinateur individuel. En 2001, Vivendi Universal Publishing, alors propriétaire du groupe Tests, se porte acquéreur du site telecharger.com, qui est intégré au site 01net. 01net.com est ensuite la propriété successive de plusieurs multinationales, au gré du rachat du groupe Tests : Aprovia, filiale du fonds d'investissement Cinven, entre 2001 et 2007, puis NextRadioTV à partir d'avril 2007, c'est-à-dire Alain Weill et Patrick Drahi.
Le 2 juin 2022, Altice Média annonce la cession de 01net au groupe Keleops, qui possède également Presse Citron, le Journal du Geek et Gizmodo.

## Divisions
Le site 01Net traite le secteur des nouvelles technologies dans sa globalité, il s'adresse aux particuliers.
Le site se divise en plusieurs rubriques : Actualités, Comparatifs et tests, Jeux, Astuces, Vidéo et Telecharger.com. Les tests sont effectués par un laboratoire indépendant et internalisé depuis 2009, baptisé 01Lab. Ils étaient effectués auparavant par GTLabs, le laboratoire du groupe Tests spécialisé dans le domaine des nouvelles technologies.
Depuis la cession, en décembre 2013, par NextRadioTV, des titres 01net et 01 Business & Technologies (renommé depuis IT for Business) à Marc Laufer, 01net.com est un média disponible exclusivement en ligne. Les rédactions du magazine 01net Magazine et de 01net.com sont séparées et n'ont aucun lien juridique. Seul un accord de licence d'utilisation de la marque (propriété de 01net.com) les lie aujourd'hui. Les journalistes de 01net.com travaillent exclusivement sur le site internet.
Le directeur des rédactions est Christofer Ciminelli (2018). Il assure également la fonction de Directeur Général Adjoint,[réf. nécessaire].
Eric Le Bourlout est le rédacteur en chef de 01net.com (2014) et François Sorel, rédacteur en chef de 01netTV.com (2013).

## Identité visuelle

Évolution du logo
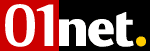
Logo d'avril 2000 à avril 2013.
Logo d'avril 2013 à janvier 2015.
Logo de janvier 2015 au 20 novembre 2019.
Logo depuis le 21 novembre 2019.

## Chaîne de télévision

Logo de Tech & Co depuis 2022.

Le 6 janvier 2020 à 20 h est née 01TV. La chaîne est la version télé du site internet et du magazine papier 01net.
La chaîne diffuse ses programmes 24 h / 24.
Le logo de 01TV reprend le logo du site Internet.
En 2022, la chaîne est renommée Tech & Co à la suite du rachat du site par Keleops, l'activité de la chaîne restant sous le giron du groupe Altice Média.